# Hollie Stevens

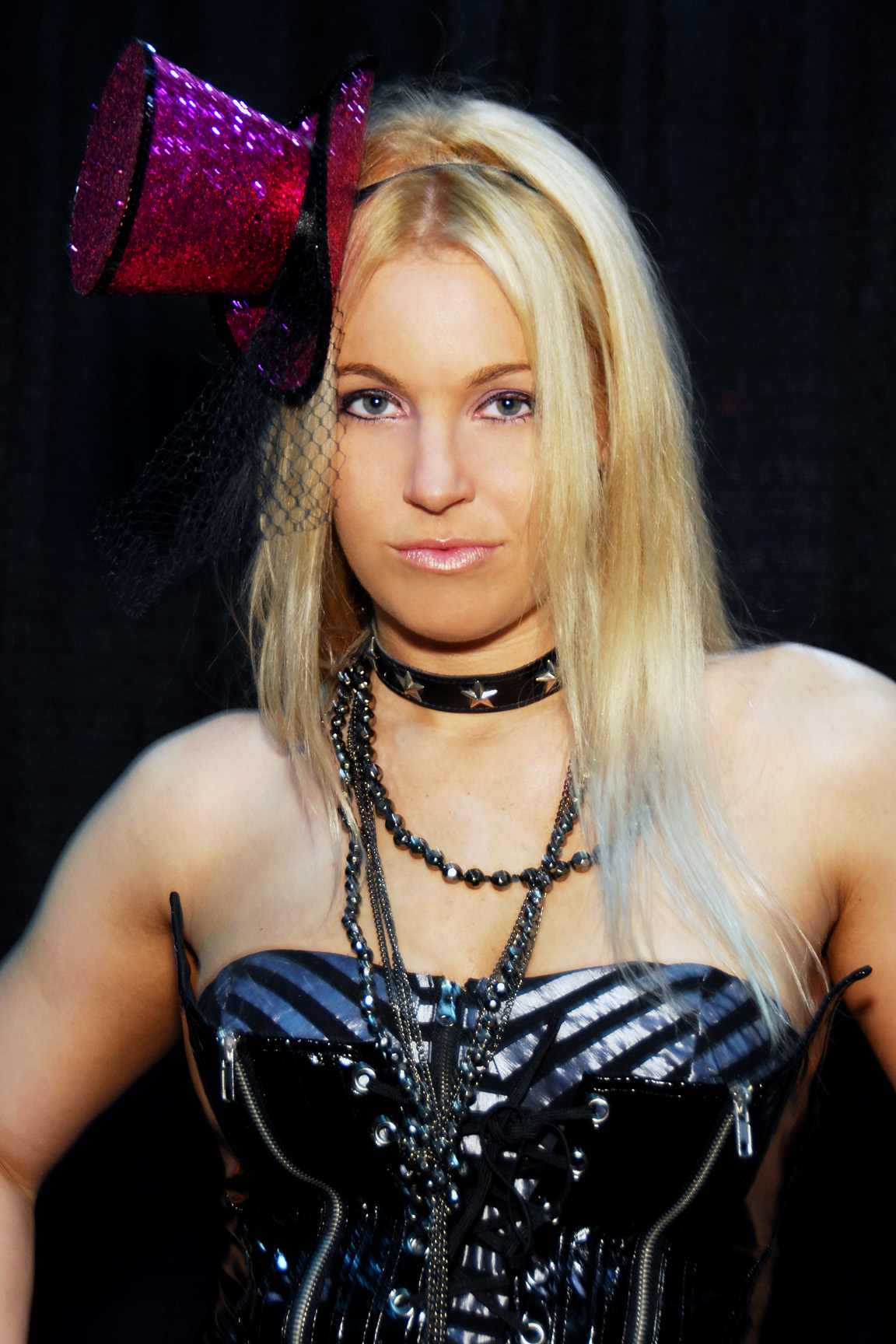
Hollie Stevens bei der AVN Expo in Las Vegas 2011

Hollie Stevens (* 4. Januar 1982 in Kansas City als Tia Kidwell; † 3. Juli 2012 in San Francisco) war eine US-amerikanische Pornodarstellerin. Sie wurde als Wegbereiterin des Genres Clownporn, bei dem die Darsteller als Clown geschminkt sind, angesehen.
Sie startete mit 21 Jahren ihre Schauspiel- und Modelkarriere und spielte in über 170 Filmen mit. Außerdem war sie Redakteurin beim Girls and Corpses-Magazin, DJ und Performance-Künstlerin. 
Stevens starb im Alter von nur 30 Jahren an Brustkrebs. Drei Wochen vor ihrem Tod heiratete sie Eric Cash.

## Auszeichnungen
- 2004 AVN Award: „Best All-Girl Sex Scene, Video“ in The Violation of Jessica Darlin